# Treviglio Brianza Basket
Il Treviglio Brianza Basket è una società di Pallacanestro con sede a Treviglio, fondata nel 2024. Porta avanti l'eredità della storica Blu Basket 1971. I suoi colori sociali sono il bianco e il verde, e disputa le partite casalinghe al PalaFacchetti.

## Storia
Dopo la decisione del presidente della Blu Basket Treviglio Stefano Mascio di trasferire il titolo a Orzinuovi lasciando Treviglio priva di una squadra, un gruppo di ex soci locali ha costituito Treviglio Brianza Basket per continuare la tradizione cestistica della città acquisendo il titolo sportivo della Brianza Basket.

### Stagione inaugurale (2024–25)
Il cammino è iniziato nel girone A di Serie B Nazionale, dove la squadra, guidata da Davide Villa, ha ottenuto 13 vittorie nelle prime 15 gare, Treviglio si è confermata tra le formazioni più forti del campionato, chiudendo il girone d’andata al secondo posto e guadagnando l’accesso alle Final Four di Coppa Italia.
La seconda parte della regular season ha visto i biancoverdi ottenere 9 successi consecutivi tra gennaio e febbraio e la chiusura della stagione regolare ad aprile con un record di 30 vittorie e 8 sconfitte che ha consegnato alla squadra il primo posto nel girone A.
Nella fase finale della Coppa Italia LNP di Serie B, disputata a Bologna nel marzo 2025, è stata sconfitta in semifinale dai futuri campioni della Pallacanestro Roseto. 
Nei playoff promozione, la squadra ha esordito nei quarti contro la Basket Jesi Academy, superando la serie 3 a 1, successivamente in semifinale è stata eliminata in gara-5 dall'Herons Basket Montecatini
A livello individuale Davide Villa è stato premiato come Miglior Allenatore della Serie B Nazionale, mentre Tommaso Vecchiola ha vinto il premio come Miglior Under-21.

## Palazzetto
Le partite interne si disputano al PalaFacchetti, struttura inaugurata nel 1996 e intitolata nel 2007 a Giacinto Facchetti. Il palazzetto ospitava in precedenza la Blu Basket, fino alla stagione 2023–24.